# General Lázaro Cárdenas (Sonora)
General Lázaro Cárdenas es un ejido del municipio de Guaymas ubicado en el sur del estado mexicano de Sonora, en la zona del valle del Yaqui. Según los datos del Censo de Población y Vivienda realizado en 2010 por el Instituto Nacional de Estadística y Geografía (INEGI), General Lázaro Cárdenas tiene un total de 383 habitantes. Fue fundado en los años 1960.

## Geografía
General Lázaro Cárdenas se sitúa en las coordenadas geográficas 28°18′55″ de latitud norte y 110°35′13″ de longitud oeste del meridiano de Greenwich, a una elevación de 140 metros sobre el nivel del mar.